# Kukasjärvi (Hietaniemi socken, Norrbotten)
Kukasjärvi är en sjö i Övertorneå kommun i Norrbotten och ingår i Sangisälvens huvudavrinningsområde. Sjön har en area på 3,74 kvadratkilometer och ligger 60,1 meter över havet. Sjön avvattnas av vattendraget Sangisälven (Raitajoki).
Vid sjön ligger orten med samma namn.

## Delavrinningsområde
Kukasjärvi ingår i det delavrinningsområde (735775-183422) som SMHI kallar för Utloppet av Kukasjärvi. Medelhöjden är 100 meter över havet och ytan är 56,02 kvadratkilometer. Räknas de 28 avrinningsområdena uppströms in blir den ackumulerade arean 494,14 kvadratkilometer. Avrinningsområdets utflöde Sangisälven (Raitajoki) mynnar i havet. Avrinningsområdet består mestadels av skog (69 procent) och sankmarker (12 procent). Avrinningsområdet har 3,92 kvadratkilometer vattenytor vilket ger det en sjöprocent på 7 procent.